# Плутон (карликова планета)
Плуто́н (134340 Pluto; символи:  і ) — найвідоміша карликова планета Сонячної системи та найбільший транснептуновий об'єкт, перший відкритий об'єкт поясу Койпера. Дев'яте за розміром та десяте за масою небесне тіло, яке обертається навколо Сонця (без урахування супутників планет).
Як і більшість тіл у поясі Койпера, Плутон складається здебільшого з каменю й криги та є відносно малим (діаметр близько 2374 км). За масою він поступається Місяцю вп'ятеро, а за об'ємом — утричі. Орбіта Плутона має великий ексцентриситет (0,25, тобто вона доволі витягнута) і значний нахил до площини екліптики (17,1°). Через витягнутість орбіти Плутон то наближається до Сонця на відстань 29,6 а. о. (4,4 млрд км) і опиняється ближче, ніж Нептун, то віддаляється на 49,3 а. о. (7,4 млрд км). Плутон перебуває в стабільному орбітальному резонансі з Нептуном, тому їхнє зіткнення виключене.
З дня його відкриття 1930 року й до 2006 року Плутон вважали дев'ятою планетою. Однак наприкінці XX і на початку XXI століття в зовнішній частині Сонячної системи були відкриті інші масивні об'єкти, у зв'язку з чим 2006 року Міжнародний астрономічний союз вперше ухвалив формальне визначення терміна «планета». Плутон не відповідає цьому визначенню і був зарахований до нової категорії карликових планет разом з Еридою та Церерою. Також його занесли до списку малих планет під номером 134 340. Деякі вчені продовжують вважати, що Плутон слід перекласифікувати назад до планет.
Плутон і його найбільший супутник Харон часто розглядають як подвійну планету, оскільки їх спільний центр мас розташований поза обома об'єктами. Міжнародний астрономічний союз оголосив про намір дати формальне визначення для подвійних карликових планет, а до того Харон класифікується як супутник Плутона.
У Плутона є також чотири менші супутники — Нікта й Гідра, відкриті 2005 року, Кербер, відкритий 2011-го, і Стікс, виявлений 2012-го.
Єдиний космічний апарат, який досліджував Плутон зблизька, — New Horizons («Нові обрії»), що пролетів повз нього 14 липня 2015 року на відстані 12 500 кілометрів.

## Історія відкриття

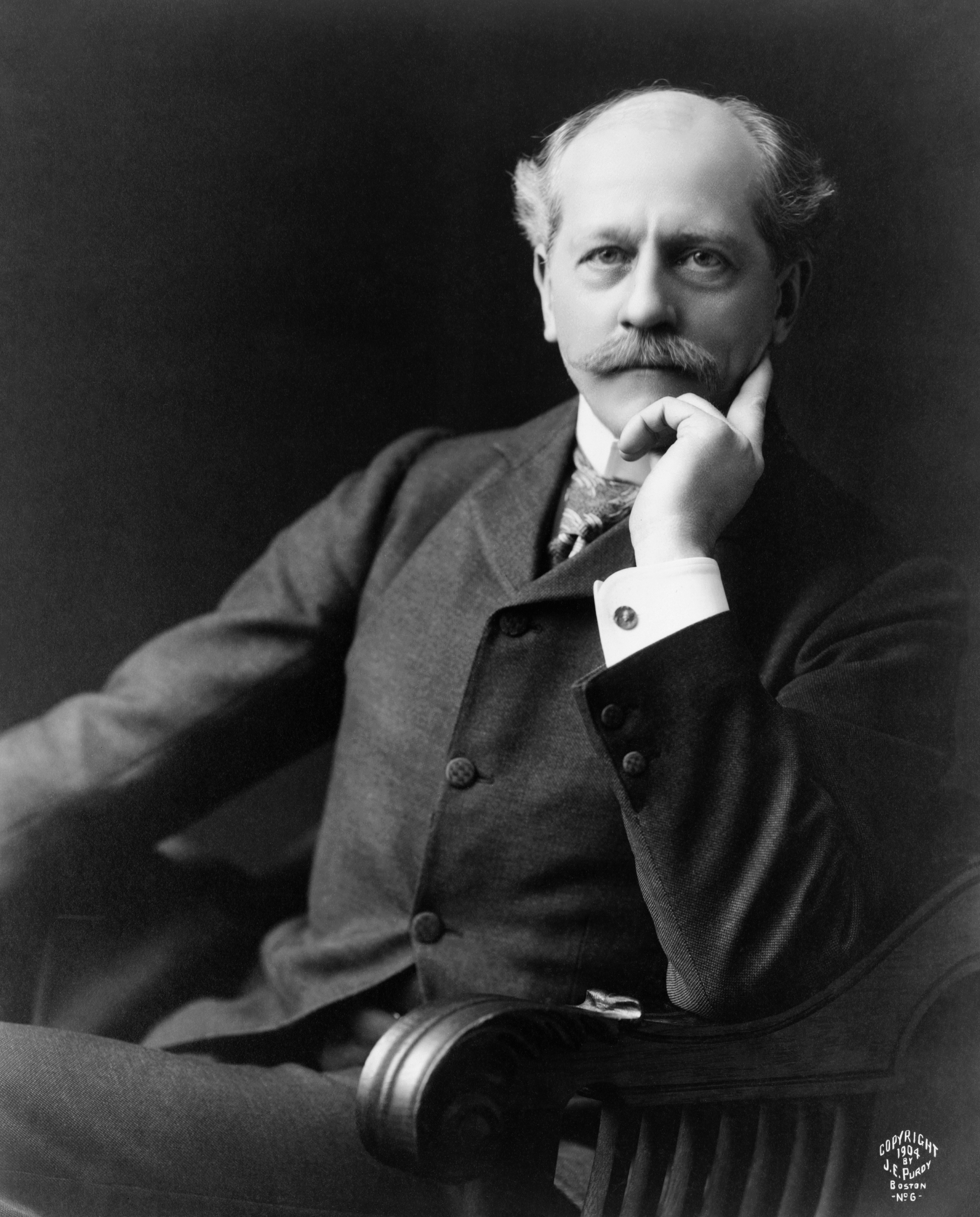
Персіваль Лоуелл

1846 року небесна механіка досягла великого успіху: був відкритий Нептун, передбачений заздалегідь на основі відхилень Урана від розрахованої орбіти. Це надихнуло астрономів на пошук у такий спосіб нових планет. До того ж навіть після врахування збурень від Нептуна згадані відхилення лишалися суттєвими, хоча й значно зменшувалися.
Першим на ці розбіжності звернув увагу Бенджамін Пірс 1848 року. Розглядав їх і Саймон Ньюком 1874 року, але він дійшов висновку, що їх не може спричиняти транснептунова планета: вона мала б бути такою великою, що її б уже виявили. Однак кілька астрономів зайнялися передбаченнями нових планет на основі відхилень у русі відомих або виходячи з аналізу орбіт комет. Найзначнішими були роботи Персіваля Лоуелла та Вільяма Генрі Пікерінга.
Пікерінг, починаючи з 1908 року, спрогнозував на основі нерегулярностей руху відомих планет кілька нових. 1919 року одну з них («планету O») невдало шукали в обсерваторії Маунт-Вілсон, і лише згодом виявилося, що Плутон, який був недалеко від її розрахованого положення, все ж потрапив на 4 зроблені там знімки.
Проте більша, ніж попередніх дослідників, заслуга у відкритті Плутона належить Персівалю Ловеллу. Він зробив велику роботу з обчислення орбіти нової планети (яку він називав планетою X) на основі збурень у русі Урана і 1905 року почав на своїй обсерваторії пошуки, особливо інтенсивні в 1906—1907 та 1914—1916 роках. Однак знайти планету не вдавалося, і 1916 року Ловелл розчарувався, припинив черговий етап пошуку і невдовзі помер. Згодом, коли Плутон уже було відкрито, його все ж знайшли на двох фотопластинах, відзнятих у цій обсерваторії 1915 року.

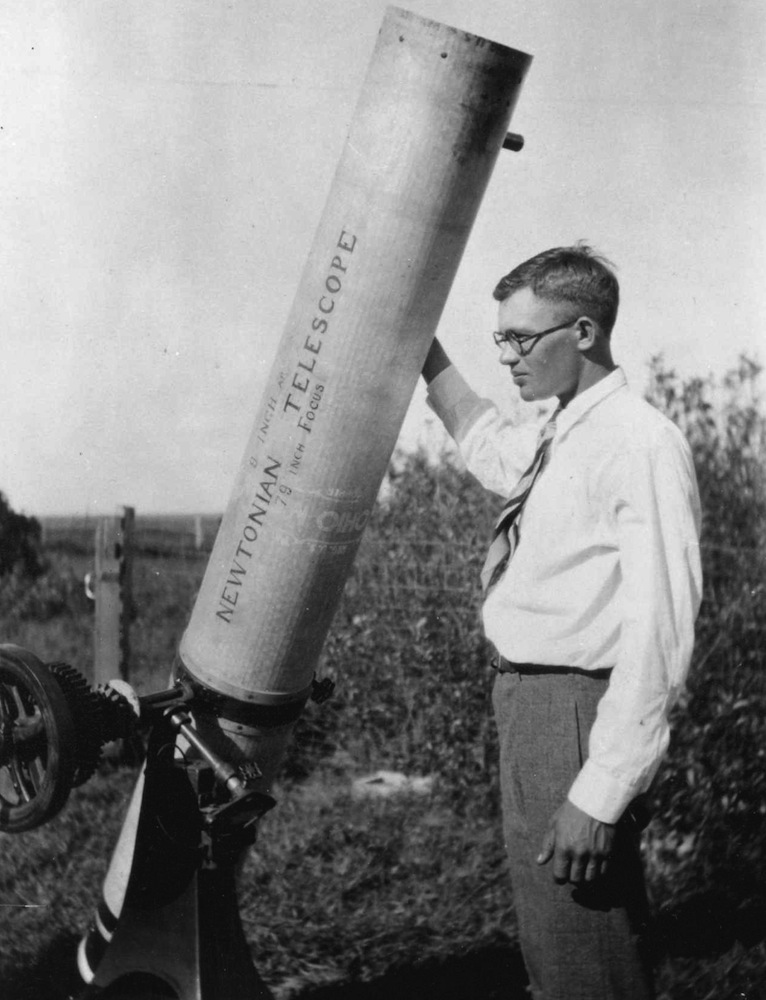
Клайд Томбо з саморобним телескопом

Продовженню пошуків заважав довгий і дорогий судовий процес із вдовою Ловелла, яка намагалася відсудити заповідані ним обсерваторії гроші. Відновити цю роботу вдалося лише 1929 року. Спеціально для цього замовили астрограф з апертурою 32,5 см, знімки якого охоплювали велику ділянку неба (12×14°), а гранична зоряна величина при витримці в одну годину сягала 17m. У січні 1929 р. для роботи з ним на обсерваторію запросили астронома-аматора Клайда Томбо. У квітні, остаточно налаштувавши телескоп, він почав фотографування неба. Плутон потрапив уже на десятий знімок, але знову лишився непоміченим (усього відомо близько 15 його спостережень, зроблених до відкриття, причому найдавніші з них сягають 1909 або навіть 1908 року). До вересня було налагоджено методику пошуків, яка полягала в зніманні ділянок неба поблизу протилежної Сонцю точки тричі з інтервалом у кілька діб. Порівнюючи на блінк-компараторі дві фотоплатівки, шукали об'єкти, що за цей час зсунулися, а третя слугувала для перевірки. Перегляд знімків потребував багато праці через величезну кількість зір (до сотень тисяч); додаткові проблеми створювали змінні зорі та дефекти платівок. Нарешті 18 лютого 1930 року Томбо виявив на знімках, зроблених 23 та 29 січня, рухомий об'єкт, мала швидкість якого свідчила про розташування за орбітою Нептуна. Він знайшовся й на контрольному знімку за 21 січня. Цей об'єкт перебував у сузір'ї Близнят і мав 15-ту величину — на 2m слабше, ніж очікував Ловелл.
13 березня 1930 року, у день 75-річчя Ловелла і в 149-ту річницю відкриття Урана, директор Ловеллівської обсерваторії Весто Слайфер оголосив про відкриття дев'ятої планети Сонячної системи такою телеграмою: «Систематичні багаторічні пошуки, що доповнюють дослідження Ловелла щодо транснептунової планети, призвели до виявлення об'єкта, який протягом семи тижнів мав швидкість руху і траєкторію, що узгоджуються з даними транснептунового тіла…».

### Невідповідність «Планеті Ікс»
Плутон знайшли на відстані 6° від передбачених положень і «Планета X» Лоуелла, і «планети O» (у версії від 1919 року) Пікерінга. Загалом його орбіта краще відповідала розрахованій Ловеллом. Ці розрахунки виявилися навіть ближчими до істини, ніж зроблені Адамсом та Левер'є для орбіти Нептуна (хоча у положенні планети на небі Ловелл помилився сильніше). Пікерінг точніше за Ловелла передбачив блиск та деякі з елементів орбіти; трохи меншою у нього була й похибка положення. Але робота Пікерінга справила на астрономів слабше враження через велику кількість спрогнозованих планет, частий перегляд їх параметрів та неточний метод розрахунків.
З першого погляду ситуація видавалася подібною до відкриття Нептуна: двоє дослідників незалежно передбачили положення нової планети, і спостереження підтвердили їх прогнози. Однак тьмяність Плутона та відсутність у нього помітного диска відразу викликали сумніви в тому, що він є передбаченою планетою. Вже наступного місяця після його відкриття англійський математик і астроном Ернест Браун, проаналізувавши розрахунки Ловелла, дійшов висновку, що його передбачення було результатом похибок спостережень, і Плутон виявився поблизу розрахованої точки зовсім випадково. Це стосується й передбачення Пікерінга, де похибку вніс ще й гірший метод обробки даних.
Всю середину XX століття оцінка маси Плутона переглядалася в бік зменшення. 1978 року відкриття Харона вперше дозволило її виміряти, і стало остаточно зрозуміло, що ця маса — 0,002 земної — надто мала для суттєвого збурення орбіти Урана (Ловелл передбачав масу 6,6 земних, а Пікерінг — спочатку 2,0, а потім 0,75 земної). Проводилися пошуки альтернативної «планети X», але вони не мали успіху.
1989 року завдяки прольоту «Вояджера-2» біля Нептуна вдалося уточнити його масу: вона виявилася на 0,5 % меншою, ніж вважалося раніше. 1993 року американський астроном Ерланд Майлс Стендіш використав ці дані для перерахунку гравітаційного впливу Нептуна на Уран. У результаті невідповідності в русі Урана зникли, а з ними — й потреба в «планеті X».

### Найменування
Право дати назву новому небесному тілу належало Ловеллівській обсерваторії. Пропозиції почали надходити з усього світу. Констанція Ловелл, вдова Персіваля Ловелла, запропонувала спочатку «Зевс», потім «Персіваль», а потім і «Констанція». Але всі подібні варіанти були проігноровані.
Працівники обсерваторії визнали найпридатнішими три пропозиції: «Мінерва» (хоча так уже було названо один із астероїдів), «Кронос» (ця назва, яку запропонував Томас Джефферсон Джексон Сі — астроном із поганою репутацією, виявилася непопулярною) і «Плутон». Вони влаштували у своєму колі голосування, і всі голоси отримав останній варіант. Пропозицію цієї назви Весто Слайфер уперше опублікував 1 травня 1930 року, а загальне оголошення відбулося 25 травня. Її подали на розгляд до Американського астрономічного товариства та Лондонського королівського астрономічного товариства, і обидві організації її одноголосно затвердили.
Згідно з повідомленням Слайфера, назву «Плутон» першою запропонувала Венеція Берні, одинадцятирічна школярка з Оксфорда. Це сталося 14 березня 1930 року, наступного дня після повідомлення про відкриття Плутона. Дід Венеції Фолконер Мейдан, що працював у Бодліанській бібліотеці Оксфордського університету, прочитав новину в «Таймс» і за сніданком розповів про це онуці. Вона цікавилася не лише астрономією, але й класичною міфологією, і вирішила, що це ім'я — давньоримський варіант імені грецького бога підземного царства — підходить для такого, ймовірно, темного й холодного світу. Фолконер Мейдан передав пропозицію своєму другу, астроному Герберту Тернеру, який телеграфував її колегам у США. Коли назву затвердили, Мейдан нагородив Венецію 5-ма фунтами стерлінгів. Цікаво, що його брат, Генрі Мейдан, запропонував назви супутників Марса.
Астрономічним символом Плутона є монограма з літер P і L (), що є першими літерами його назви, а також ініціалами Персіваля Ловелла. Для астрологічного символу Плутона було запропоновано кілька варіантів — зокрема, схожий на символ Меркурія (), але з колом усередині чаші ().
Назви Плутона в китайській, японській (冥王星), корейській (명왕성) і в'єтнамській (Sao Diêm Vương) мовах перекладаються як «Зоря підземного царя» — цей варіант запропонував 1930 року японський астроном Хоей Нодзірі. Багато інших мов запозичили оригінальне «Pluto» (в українській — «Плутон»); проте в деяких індоарійських мовах вживається ім'я бога Яма (наприклад, «Ямдев» у гуджараті) — охоронця пекла в буддизмі й індуїзмі.

## Орбіта
Орбіти всіх планет Сонячної системи (за винятком Меркурія) майже колові й близькі до площини екліптики. Орбіта Плутона значно від них відрізняється. Вона сильно нахилена до екліптики (більш ніж на 17°) і значно витягнута. Середня відстань Плутона від Сонця становить 5,913 млрд км, або 39,53 а. о., але через великий ексцентриситет орбіти (0,249) відстань змінюється від 4,437 млрд км в перигелії до 7,376 млрд км в афелії (29,7—49,3 а. о.). Світло долає відстань від Сонця до Плутона за 247 хвилин у перигелії й за 410 хвилин — в афелії, а інтенсивність освітлення відрізняється в 2,8 раза. Період обертання Плутона навколо Сонця — 248 років. Останній раз він проходив перигелій 5 вересня 1989, і зараз поступово віддаляється від Сонця.
Орбіту Плутона можна передбачити на кілька мільйонів років назад або наперед, але не більше. Його рух хаотичний і описується нелінійними рівняннями. Але щоб помітити цей хаос, необхідно спостерігати за ним досить довго. Є характерний час його розвитку, так званий час Ляпунова, який для Плутона становить 10—20 млн років. Якщо проводити спостереження протягом малих проміжків часу, буде здаватися, що рух регулярний (періодичний по еліптичній орбіті). Насправді ж орбіта з кожним періодом дещо зсувається, і рано чи пізно змінюється настільки, що від первісної орбіти залишається лише згадка. Тому передбачати рух Плутона для віддалених моментів часу дуже складно.

### Орбіти Нептуна і Плутона

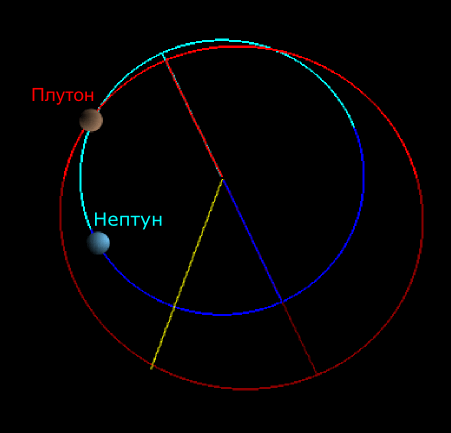
Погляд на орбіти Плутона (позначено червоним) і Нептуна (позначено блакитним) «зверху». Плутон періодично буває до Сонця ближче Нептуна. Затемнена ділянка орбіти показує, де орбіта Плутона нижче площини екліптики. Положення дано на квітень 2006 року.

Плутон перебуває з Нептуном в орбітальному резонансі 3:2 — на кожні три оберти Нептуна навколо Сонця припадає два оберти Плутона. Весь цикл триває близько 495 років. На перший погляд здається, що Плутон має періодично наближатися до Нептуна (адже проєкція його орбіти перетинається з орбітою Нептуна).
Парадокс полягає в тому, що іноді Плутон виявляється ближчим до Урана. Причина цього — все той же резонанс, а також великий ексцентриситет орбіти Плутона. У кожному циклі, коли Плутон уперше проходить перигелій, Нептун перебуває на 50° позаду Плутона; коли Плутон вдруге буде проходити перигелій, Нептун зробить півтора оберту навколо Сонця й опиниться приблизно на тій же відстані, але вже попереду Плутона; водночас, коли Нептун і Плутон опиняються на одній лінії з Сонцем та по один від нього бік, Плутон перебуває в афелії.
Отже, частину шляху Плутон перебуває ближче до Сонця, ніж Нептун. Останній раз це було з 7 лютого 1979-го до 11 лютого 1999 року. Обчислення показують, що до того Плутон займав таке положення з 11 липня 1735-го до 15 вересня 1749 року, всього 14 років, а з 30 квітня 1483-го до 23 липня 1503 року він перебував у такому стані аж 20 років. Через великий нахил орбіти Плутона до площини екліптики вона не перетинається з орбітою Нептуна. Проходячи перигелій, Плутон перебуває на відстані 10 а. о. над площиною екліптики. Таким чином, Плутон не наближається до Нептуна ближче 17 а. о., а з Ураном можливі зближення до 11 а. о.
Орбітальний резонанс між Плутоном і Нептуном дуже стабільний і зберігається мільйони років. Навіть якби орбіта Плутона лежала в площині екліптики, зіткнення було б неможливим.
Взаємна стабільність орбіт свідчить проти гіпотези, що Плутон колись був супутником Нептуна й залишив його систему. Однак виникає питання: якщо Плутон ніколи не проходив близько від Нептуна, то звідки міг виникнути резонанс у карликової планети, набагато менш масивної, ніж, наприклад, Місяць? Одна з теорій припускає, що, якщо Плутон спочатку не був у резонансі з Нептуном, то він, ймовірно, час від часу зближувався з ним набагато сильніше, і ці зближення за мільярди років впливали на Плутон, змінивши його орбіту.

### Додаткові чинники, що впливають на орбіту Плутона

Кеплерові елементи орбіти стосовно основної площини.

Розрахунки показують, що протягом мільйонів років загальна природа взаємодії між Нептуном і Плутоном не змінюється. Однак існує ще кілька резонансів і впливів, які відбиваються на особливостях їх руху одного відносно другого й додатково стабілізують орбіту Плутона. Крім орбітального резонансу 3:2, переважне значення мають наступні два чинники.
По-перше, аргумент перигелію Плутона близький до 90°, що забезпечує досить велику дистанцію до площини екліптики й основних планет під час проходження перигелію, тим чином уникаючи зближення з Нептуном. Це прямий наслідок ефекту Козаї, який зіставляє ексцентриситет і нахил орбіти (у наведеному випадку — орбіти Плутона) щодо масивнішого тіла (тут — Нептуна). При цьому амплітуда лібрації Плутона щодо Нептуна становить 38°, і кутова різниця перигелію Плутона з орбітою Нептуна завжди буде більшою, ніж 52° (тобто, 90° − 38°). Момент, коли кутова різниця буває найменшою, повторюється кожних 10 тис. років.
По-друге, довготи висхідних вузлів орбіт цих двох тіл (точок, де вони перетинають екліптику) практично перебувають у резонансі з вищеназваними коливаннями. Коли ці дві довготи збігаються, тобто коли можна протягнути пряму лінію через ці 2 вузли й Сонце, перигелій Плутона становитиме з нею прямий кут (90°), і при цьому карликова планета перебуватиме найвище над орбітою Нептуна. Іншими словами, коли Плутон перетне проєкцію орбіти Нептуна і найглибше зайде за її лінію, то він найбільше віддалиться від її площини. Це явище називають суперрезонансом 1:1.
Щоб зрозуміти природу лібрації, уявіть, що ви дивитеся на екліптику з північного боку й бачите рух планет проти годинникової стрілки. Після проходження висхідного вузла Плутон перебуває всередині орбіти Нептуна й рухається швидше, наганяючи Нептун ззаду. Сильне тяжіння між ними викликає обертальний момент, прикладений до Плутона завдяки гравітації Нептуна. Він переводить Плутон на трохи вищу орбіту, де він рухається трохи повільніше відповідно до третього закону Кеплера. Оскільки орбіта Плутона змінюється, то процес поступово тягне за собою зміну перицентра й довготи Плутона (і, меншою мірою — Нептуна). Після багатьох таких циклів Плутон настільки гальмується, а Нептун настільки пришвидшується, що Нептун починає ловити Плутон на протилежному боці своєї орбіти (біля вузла, протилежного тому, з якого ми почали). Процес потім повторюється, і Плутон віддає обертальний момент Нептуну доти, доки сам не розганяється настільки, що починає наздоганяти Нептун біля початкового вузла. Повний цикл завершується приблизно за 20 тис. років.

## Обертання

Обертання Плутона й Харона навколо спільного центра мас.

Період осьового обертання Плутона — 6,387 земної доби — дорівнює періоду обертання Харона навколо нього й навколо власної осі. Тому Плутон та Харон завжди повернуті один до одного одним і тим самим боком. Це найбільші тіла Сонячної системи, в яких синхронне обертання є обопільним (окрім них, це спостерігається лише у деяких подвійних астероїдів, наприклад, Антіопи та Патрокла). Це явище дало природну точку відліку довгот: нульовий меридіан Плутона проводять через центр півкулі, оберненої до Харона, і навпаки.
Також система Плутон — Харон примітна тим, що їх спільний центр мас розташований поза межами обох тіл (наслідок відносно великої маси Харона). Це дало підстави деяким астрономам називати їх подвійною планетою. Плутон із Хароном — найбільші в Сонячній системі тіла з такою особливістю, за винятком Сонця з Юпітером.
Вісь обертання Плутона орієнтована до площини його орбіти приблизно так, як в Урана. Її нахил становить 122,53°, тобто Плутон майже «лежить на боці» й обертається навколо своєї осі в протилежному до більшості планет напрямку. Через це існує неоднозначність у тому, який його полюс називати північним. За правилом, затвердженим Міжнародним астрономічним союзом (МАС) для великих планет та їх супутників, північним є полюс, розташований із північного боку незмінної площини Сонячної системи. Однак для невеликих тіл це незручно, бо напрямок їх осі обертання може швидко й сильно змінюватись. Для них найменування полюсів визначають за напрямком обертання: полюс, із боку якого тіло обертається проти годинникової стрілки, називають позитивним, або, неофіційно, — північним (правило правої руки). Спочатку МАС застосовував до Плутона правило для великих планет, але 2009 року постановив застосовувати до нього, як і до інших карликових планет, правило правої руки (на практиці воно й раніше було популярнішим). У літературі існує значна плутанина зі сторонами світу для Плутона.
Позитивний («північний») полюс Плутона повернутий до південного боку Сонячної системи й дивиться в бік сузір'я Гідри (α = 132,993°, δ = −6,163° — біля зорі 15 Hya). Негативний полюс спрямований у бік сузір'я Дельфіна (біля 13 Del).
Останнє рівнодення на Плутоні було 16 грудня 1987 року; тоді полярний день настав на позитивному полюсі. Таким чином, станом на 2015 рік у відповідній півкулі весна. Сонцестояння ж настане наприкінці 2020-х років. 2015 року — під час прольоту зонда New Horizons — до Сонця була повернута широта +51°. Показово, що рівнодення на Плутоні в нинішні часи майже збігається з проходженням перигелію (різниця становить 1,7 земного року, або 0,007 року Плутона). Але це є випадковістю.

## Фізичні характеристики

### Візуальні характеристики
Зоряна величина Плутона становить у середньому 15,1m, а в перигелії сягає 13,65m. Це означає, що для його спостережень необхідний телескоп з апертурою не менше 30 см. Навіть у дуже великі телескопи Плутон виглядає зореподібним, оскільки його кутовий діаметр становить лише 0,06—0,11" . Колір у нього світло-коричневий (показник кольору B−V варіює в межах 0,92—0,98m, причому приблизно до 2000 року він становив 0,70—0,87m, тобто, колір був менш насиченим).
Поверхня Плутона дуже неоднорідна. Це друге за контрастністю тіло Сонячної системи після Япета: альбедо різних ділянок його поверхні варіює від 10 до 70 %. Ця неоднорідність при обертанні Плутона призводить до періодичної змінності його блиску (зміни сягають 0,35m, або близько 40 %, причому ця величина дещо варіює з часом). Змінюється при обертанні Плутона і його спектр, що дало змогу навіть за наземними спостереженнями отримати деякі дані про розподіл різних речовин на його поверхні.
Відстань до Плутона й можливості наземних телескопів не дозволяють отримати якісні знімки його поверхні. На фотографіях, зроблених космічним телескопом «Габбл», видно лише найбільші деталі альбедо. Зображення з добрим розділенням вдалося отримати лише 2015 року за допомогою космічного апарата New Horizons.
Першими зображеннями Плутона були карти альбедо, створені за спостереженнями його затемнень Хароном, що відбувалися в 1984—1990 рр. Їх побудова базується на тому, що затемнення яскравої ділянки поверхні спричиняє більшу зміну блиску, ніж затемнення тьмяної. Завдяки цьому комп'ютерна обробка спостережень змін яскравості при затемненнях дає змогу зробити мапу альбедо оберненої до Харона півкулі Плутона. На цих картах теж видно лише найбільші деталі альбедо, зокрема, широку темну смугу південніше екватора.

### Маса й розміри

Великі плутино в порівнянні за розміром, альбедо і кольором (Плутон показаний разом із Хароном, Ніктою й Гідрою).

Спершу астрономи, вважаючи Плутон тією самою «Планетою Ікс» Ловелла, намагалися розрахувати його масу на основі його гаданого впливу на орбіти Нептуна й Урана. Сам Ловелл очікував масу 6,6 земної. До 1960-х років було отримано кілька оцінок, близьких до маси Землі, а на початку 1970-х вони зменшилися на порядок, до маси Марса. 1976 року в спектрі Плутона було знайдено ознаки наявності метанового льоду. Це вказувало на його високе альбедо, а воно, своєю чергою, — на малий розмір і, відповідно, малу масу (кілька тисячних земної).
Відкриття Харона дозволило виміряти масу системи Плутона, використовуючи третій закон Кеплера. Згодом було визначено масу Плутона й Харона окремо. За сучасними даними, маса Плутона становить 1,30× 1022 кг, що становить 0,22 % маси Землі.
До 1950 року вважалося, що за діаметром Плутон близький до Марса (тобто близько 6700 км), з огляду на те, що якби Марс був на такій же відстані від Сонця, то він теж мав би 15 зоряну величину. 1950 року Джерард Койпер намагався виміряти за допомогою телескопа з 5-метровим об'єктивом кутовий діаметр Плутона, отримавши значення 0,23", якому відповідає діаметр 5900 км. Якби це значення було вірним, то в ніч на 29 квітня 1965 Плутон покрив би зорю 15-ї величини. За її блиском стежили дванадцять обсерваторій, але він не ослаб. Так було встановлено, що діаметр Плутона не перевищує 5500 км. Після відкриття Харона діаметр Плутона був оцінений у 2600 км. Пізніше спостереження за Плутоном під час затемнень Плутона Хароном і Харона Плутоном у 1985—1990 роках дали оцінку 2290±92 км. 2007 року діаметр твердої поверхні Плутона був оцінений приблизно за 2322 км, у 2014 році — 2368±8 км. За даними, отриманими 2015 року космічним апаратом New Horizons, діаметр Плутона становить 2374±8 кілометрів. Помітної сплюснутості в нього нема (принаймні, вона не перевищує 1 %).
Таким чином, радіус Плутона приблизно вп'ятеро, а маса — в 460 разів менші, ніж у Землі. Серед об'єктів Сонячної системи він поступається розмірами й масою не тільки всім великим планетам, а й навіть деяким їх супутникам. Він менший від семи супутників: Ганімеда, Титана, Каллісто, Іо, Місяця, Європи та Тритона. Маса Плутона менша за місячну майже вшестеро. Але він у 14 разів масивніший і в 2,5 раза більший за Цереру, найбільший об'єкт поясу астероїдів. Серед відомих транснептунових тіл Плутон — найбільший, але за масою він поступається карликовій планеті Ериді з розсіяного диска.

### Будова та склад
Про будову надр Плутона відомо дуже мало. Приблизні висновки про його склад можна зробити з його середньої густини, що становить 1,860±0,013 г/см3. Ймовірно, Плутон складається з каменю та льоду (здебільшого водяного, судячи з великої поширеності води в Сонячній системі), причому частка каменю становить 60—65%. Колись він мав джерела тепла: це акреція речовини при його утворенні, розпад радіоактивних елементів (що певною мірою триває й досі), а також — за часів, коли він ще не був повернутий до Харона одним боком, — періодичні припливні деформації. За ймовірною версією, колись Плутон зіткнувся з іншим тілом порівнянного розміру, що призвело до утворення у нього супутникової системи, і це також зробило внесок у нагрів його надр. Найімовірніше, всього цього тепла вистачило на плавлення льоду і його відокремлення від каменю, і в такому разі надра Плутона диференційовані — кам'янисте ядро оточено крижаною мантією завтовшки в кількасот кілометрів. За деякими моделями, тепла могло вистачити навіть на утворення підповерхневого океану води, як у деяких супутників планет-гігантів.
Спектральні дані показують, що водяний лід подекуди виходить і на поверхню Плутона, але здебільшого його маскує тонкий покрив із інших — летких — льодів, переважно азотного (97—98%). Крім того, там виявлено замерзлі метан (за різними оцінками, 0,4—3%) та монооксид вуглецю (0,01—0,2%), а також домішки складніших сполук, що утворюються з метану та азоту під дією жорсткого випромінювання. Це, зокрема, етан, імовірно, важчі вуглеводні чи нітрили та високомолекулярні сполуки толіни, що надають Плутону (як і деяким іншим далеким від Сонця тілам) коричнюватого кольору. Поширені там замерзлі гази забарвлення не мають, і багаті на них ділянки є світлими.
Серед названих речовин азот, монооксид вуглецю і, меншою мірою, метан вирізняються суттєвою леткістю в умовах Плутона і здатні до сезонних пересувань поверхнею, що впливає на її забарвлення. Водяний лід вирізняється великою міцністю (утворювати деталі рельєфу висотою в кілометри може тільки він) та легкістю (айсберги з нього могли б плавати у важчому й текучішому азотному льоді). Метановий лід іще легший. На відміну від замерзлого монооксиду вуглецю, він погано розчиняється в замерзлому азоті та подекуди, імовірно, існує в чистому вигляді.
Оскільки Плутон розташований приблизно в 40 разів далі від Сонця, ніж Земля, потік сонячної енергії на ньому слабший у 402=1600 разів. Однак Сонце освітлює Плутон приблизно в 250 разів сильніше, ніж повний Місяць — Землю.
Температура поверхні Плутона доволі сильно відрізняється на різних ділянках — від 40 до 55—60 K, а в середньому становить 42±4 K (2005). Більші значення спостерігаються на темній місцевості, менші — на яскравій. Це може бути наслідком не лише різниці в поглинанні сонячного випромінювання, а й того, що яскрава поверхня багата на замерзлі гази, випаровування яких її охолоджує. Такі перепади температур можуть спричиняти сильні, як для такої розрідженої атмосфери, вітри.
Найближчим аналогом Плутона серед досліджених тіл Сонячної системи є супутник Нептуна Тритон (який, імовірно, теж походить із поясу Койпера). Але рельєф їх поверхні виявився дуже відмінним.

### Деталі поверхні
Завдяки зонду New Horizons на Плутоні виявлено сліди неочікувано інтенсивної та різноманітної геологічної активності, зокрема, недавньої. Судячи з концентрації кратерів, вік одних ділянок поверхні близький до 4 млрд років, а вік інших не перевищує 10 млн років. Походження спостережуваних деталей поверхні пояснюють ударами астероїдів, тектонічними процесами, кріовулканізмом, рухом льодовиків, ерозією, конвекцією в льоді, сублімацією та конденсацією газів і навіть дією вітру.
Основні деталі альбедо Плутона — темна червонувата неоднорідна смуга, що тягнеться дещо південніше екватора майже по всій його довжині, та яскрава ділянка розміром 1800×1500 км на протилежній від Харона півкулі, знана як «серце Плутона» або область Томбо (Tombaugh Regio). Західна її половина вирізняється дуже рівним рельєфом і отримала назву «рівнина Супутника» (Sputnik Planitia).
Більша частина поверхні Плутона доволі нерівна. Серед різноманітних пагорбів та западин трапляються метеоритні кратери (найбільший виявлений сягає 260 км) та каньйони тектонічного походження (завдовжки до 600 км). Багато кратерів поруйновані (в тому числі перетяті каньйонами) або заповнені льодом. Деякі ділянки порізані деревоподібно розгалуженими долинами — ймовірно, вирізьбленими азотними льодовиками. Є й дуже своєрідні форми рельєфу — просторі височини, вкриті дрібними хребтами, витягнутими в одному напрямку. Висота хребтів становить кількасот метрів, а ширина проміжків між ними — 5—10 км. Таку місцевість порівнюють зі зміїною шкірою. Можливо, це результат сублімації льоду під сонячними променями (подібно до земних кальгаспорів), намерзання газів на височинах або інших процесів. Інші регіони перетяті численними меншими паралельними хребтами з проміжками близько 1 км, що нагадують рельєф пральної дошки. Вони вкривають різні деталі поверхні, в тому числі кратери та височини; їх походження незрозуміле. Виявлено й дві округлі височини з западинами в центрі, які можуть бути кріовулканами. Їх діаметр становить 150 та 225 км, а висота — 3—4 та 6 км.
Від інших регіонів Плутона різко відмінна Рівнина Супутника. Вона має округлу форму з виступом на південь, її розмір становить близько 1500×800 км, а площа — близько 5 % площі поверхні Плутона. Це заповнена замерзлими газами западина, ймовірно, імпактного походження. Її поверхня дуже молода, що видно з відсутності там помітних кратерів. Ця рівнина багата на своєрідні й загадкові об'єкти. Вона перетята криволінійними борознами (часто подвійними), що ділять її на «комірки» — найімовірніше, конвекційного походження (див. комірки Бенара). Деякі ділянки всіяні численними дрібними заглибинами, зазвичай вишикуваними в ряди. Їх поява може бути пов'язана з сублімацією льоду. Від деяких пагорбів тягнуться довгі темні смуги, що могли утворитися під дією вітру. Перпендикулярно їм витягнуті численні деталі, що, найімовірніше, є дюнами з метанового піску. Льоди, що під впливом вітру мігрують із рівнини, можуть бути причиною яскравого забарвлення східної половини області Томбо. З прилеглих до рівнини височин спускаються льодовики, що вирізьблюють на своєму шляху розгалужені долини. На західному краю рівнини стоять численні кутасті гори висотою до 5 км.

### Атмосфера
Атмосферу Плутона виявили 1985 року під час спостереження покриття ним зорі. Коли об'єкт не має атмосфери, світло від зорі зникає доволі різко, а у випадку з Плутоном — поступово. Остаточно існування атмосфери було підтверджене спостереженнями іншого покриття 1988 року.
Атмосфера Плутона дуже розріджена й складається з газів, що випаровуються з поверхневого льоду. Це азот із домішками метану (0,25—0,4%) та чадного газу (близько 0,05—0,1%). Під дією жорсткого випромінювання з них утворюються різноманітні складніші сполуки (зокрема, етан, етилен та ацетилен), що поступово випадають на поверхню. Імовірно, саме їх частинки утворюють шарувату імлу, що сягає висот >200 км. Попри розрідженість атмосфери, ця імла доволі помітна: завдяки розсіяному нею світлу навіть вдалося сфотографувати деякі деталі нічного боку Плутона.
Тиск атмосфери Плутона дуже малий і значно змінюється з часом, причому неочікуваним чином. Через витягнутість орбіти в афелії Плутон отримує майже втричі менше тепла, ніж у перигелії, і це має спричиняти в його атмосфері значні зміни. За деякими прогнозами, в афелії більша її частина замерзає й випадає на поверхню, і її тиск зменшується в багато разів. Однак спостереження покриттів Плутоном зір показують, що між 1988 та 2015 роком цей тиск поступово виріс утричі, хоча з 1989 року Плутон віддаляється від Сонця. Ймовірно, це пов'язане з тим, що 1987 року північний (точніше, «позитивний») полюс Плутона вперше за 124 роки вийшов із тіні, що сприяло випаровуванню азоту з полярної шапки. 2015 року вимірювання зонда New Horizons показали, що поверхневий тиск становить близько 10–5 атм, або 1 Па. Це приблизно узгоджується зі спостереженнями покриттів за попередні кілька років, хоча деякі розрахунки вказували на те, що дані покриттів відповідають приблизно вдвічі більшому тиску.
Температура нижніх шарів атмосфери Плутона зростає з висотою (кілька градусів на кілометр). На висоті 20—40 км вона сягає максимуму (110 K), після чого повільно падає. На висотах у кількасот км вона виходить на рівень 70 K і далі не змінюється (дані 2015 року). Середня температура атмосфери на 50±20° вища, ніж поверхні (дані 2005—2008 років). Це результат парникового ефекту, спричиненого метаном.
Взаємодія з атмосферою суттєво впливає на температуру поверхні Плутона. Розрахунки показують, що атмосфера, попри дуже малий тиск, здатна ефективно згладжувати добові коливання цієї температури. Ділянки поверхні, де випаровується азотний лід, охолоджуються (подібно до охолодження при випаровуванні води) на величину до 20°. Вітер біля поверхні може сягати швидкості порядку 1-10 м/с.

### Магнітне поле
Чи є у Плутона магнітне поле, невідомо (на зонді New Horizons немає магнітометра). На основі досліджень сонячного вітру в околицях Плутона встановлено, що магнітна індукція біля його поверхні не перевищує 30 нТл, що майже в 2000 разів менше, ніж на Землі. Звідси випливає, що максимальний можливий магнітний момент Плутона становить близько 2,5×1017 А×м2 (в 300 000 разів менший за земний). Крім того, існують оцінки цієї величини, зроблені на основі емпіричної залежності магнітного моменту від маси та періоду обертання, отриманої для планет і супутників, що мають магнітне поле: 5×1018 А×м2 для дуже малоймовірного випадку наявності у Плутона розплавленого залізного ядра і 1×1014 А×м2 для випадку, якщо поле створене гіпотетичним підземним водяним океаном. Ці значення менші за земне в 15 тисяч та 800 млн разів відповідно.

## Супутники
У Плутона відомо п'ять супутників, один із яких — Харон — набагато більший за інші. Він був відкритий 1978 року за наземними спостереженнями Джеймсом Крісті, а інші — значно пізніше за допомогою космічного телескопа «Габбл». Нікту й Гідру виявили 2005 року, Кербер — 2011, а Стікс — 2012.
Найближчий до Плутона супутник — Харон; далі йдуть Стікс, Нікта, Кербер та Гідра. Всі вони обертаються по майже колових орбітах, що лежать приблизно в площині екватора Плутона, у той же бік, що й він навколо своєї осі. Всі супутники Плутона близькі до орбітального резонансу: періоди їх обертання співвідносяться приблизно як 1:3:4:5:6. Три з них — Стікс, Нікта та Гідра — справді перебувають у резонансі зі співвідношенням періодів 18:22:33.
Харон обертається синхронно (завжди повернутий до Плутона одним боком), а інші супутники — ні: період їх осьового обертання набагато менший за орбітальний, а осі обертання дуже нахилені до осей Плутона та Харона. Ймовірно, це результат метеоритних ударів.
Супутникова система Плутона примітна тим, що займає лише малу частку можливого об'єму. Максимальний можливий радіус стабільних орбіт для проградних супутників Плутона оцінюють у 2,2 млн км (для ретроградних — навіть більше), але фактично радіуси орбіт усіх відомих його супутників не перевищують 3 % цієї величини (65 тисяч км).
Всі 4 маленькі супутники Плутона мають неправильну форму й неочікувано яскраві (геометричне альбедо близько 0,6, а у Гідри — навіть 0,8). Це суттєво більше, ніж у Харона (0,38) і переважної більшості інших невеликих тіл поясу Койпера (близько 0,1); ймовірно, вони вкриті доволі чистим водяним льодом.
Фільмування системи Плутона апаратом New Horizons дозволила визначити максимальний можливий розмір невідкритих супутників. Встановлено, що на відстанях до 180 000 км від Плутона нема таких супутників розміром понад 4,5 км (для менших відстаней ця величина ще менша). Це розраховано з припущення, що їх альбедо таке ж, як у Харона (0,38).
Відкриття маленьких супутників Плутона дозволило припустити наявність у нього кілець, утворених викидами від ударів у ці супутники метеоритів. Але ні за даними «Габбла», ні за даними «Нових горизонтів» жодних кілець виявити не вдалося (якщо вони й існують, то настільки розріджені, що їх геометричне альбедо не перевищує 1,0×10–7). Проте розрахунки показують, що від сильних ударів кільця на деякий час усе ж можуть з'являтися.
Найімовірніше, супутникова система Плутона утворилася внаслідок «ковзного» зіткнення з ним іншого тіла порівнянної маси на невеликій швидкості. Харон міг сформуватися з залишку цього тіла (можливо навіть, що воно лишилося малоушкодженим) або — як і інші супутники — з викидів від удару. Спочатку його відстань від Плутона була значно меншою, а ексцентриситет орбіти — більшим. Згодом припливна взаємодія з Плутоном вивела його на сучасну орбіту, а також змінила швидкості обертання обох тіл так, що вони стали повернуті одне до одного одним боком.

### Харон

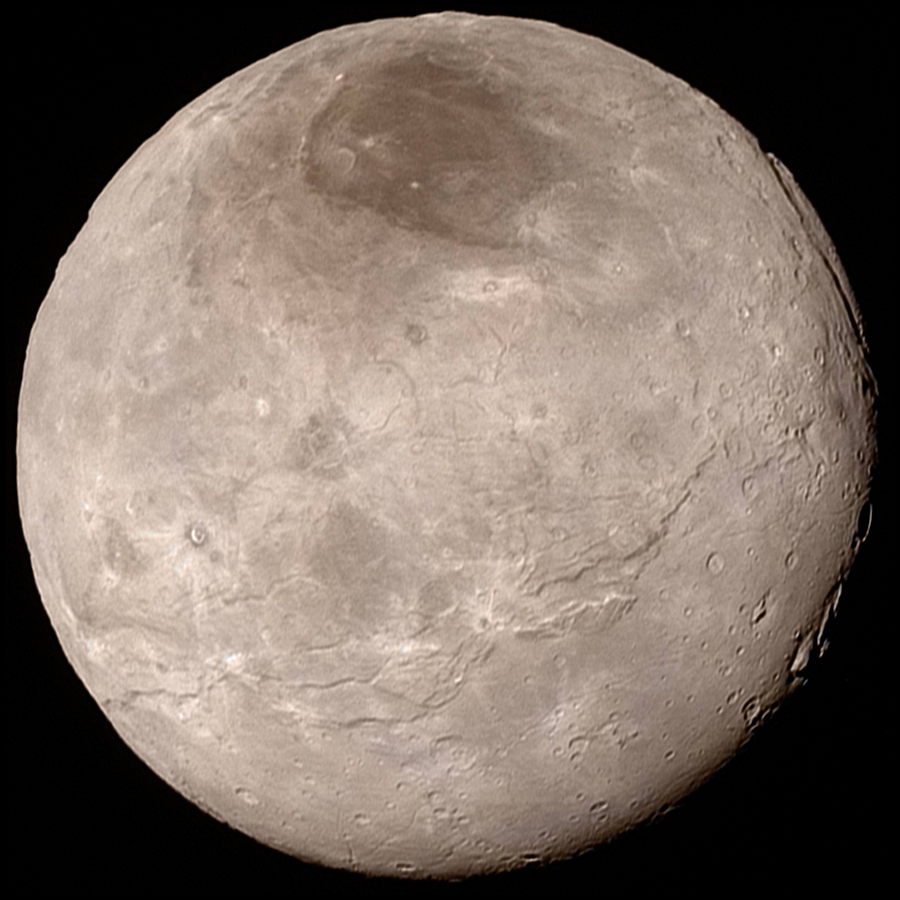
Харон. Знімок АМС New Horizons, 13 липня 2015.

Харон відкрив 1978 року Джеймс Крісті. Він назвав його на честь Харона з давньогрецької міфології — перевізника душ померлих через Стікс. Діаметр цього супутника (1212±6 км) перевищує половину діаметра Плутона, а маса становить близько 1/8 маси Плутона. Це дуже великі співвідношення: у всіх супутників великих планет Сонячної системи вони значно менші (так, діаметр Місяця становить 1/4 земного, а маса — 1/81). Радіус орбіти Харона — 19,6 тисячі км, а період обертання — 6,4 земної доби.
У період із грудня 1984 року по жовтень 1990 відбувалися рідкісні явища: почергові затемнення Плутона Хароном і Харона Плутоном. Вони відбуваються, коли висхідний або низхідний вузол орбіти Харона опиняється між Плутоном і Сонцем, а таке трапляється приблизно кожні 124 роки. Оскільки період обертання Харона — трохи менше тижня, затемнення повторювалися кожні три доби, і за п'ять років відбулася велика серія цих подій. Ці затемнення дозволили скласти карти яскравості й отримати добрі оцінки радіуса Плутона (1150—1200 км).
Система Плутон — Харон примітна двома рідкісними особливостями. По-перше, обидва тіла завжди обернені одне до одного одним і тим самим боком. Таким чином, з одної півкулі Плутона супутник видно завжди (і він не змінює своє положення на небі), а з іншої не видно ніколи. По-друге, їх спільний центр мас перебуває поза тілом Плутона, завдяки чому їх іноді називають подвійною планетою.
Поверхня Харона менш червонувата й менш яскрава, ніж у Плутона. Спектральний аналіз відбитого нею світла показує, що Харон укритий водяним льодом, а не метаново-азотним, як Плутон. Є ознаки існування там гідратів аміаку та водяних кристалів, що вказує на недавню геологічну активність — можливо, роботу кріогейзерів. На полюсі Харона є велика темна червонувата пляма невідомого походження, що отримала неофіційну назву «макула Мордор» (Mordor Macula). Поверхню супутника перетинають багато каньйонів та уступів, що є слідами колишньої тектонічної активності. Є там і чимало метеоритних кратерів, а також своєрідні загадкові об'єкти — гори, оточені ровом.
Згідно з проєктом Резолюції 5 XXVI Генеральної асамблеї МАС (2006) Харону (разом із Церерою та Еридою) передбачалося присвоїти статус планети. У примітках до проєкту резолюції вказувалося, що в такому випадку система Плутон — Харон буде вважатися подвійною планетою. Однак зрештою було ухвалено інше рішення: Плутон, Цереру та Ериду віднесли до нового класу карликових планет, а Харон не потрапив навіть до їх числа, бо є супутником.
| Ім'я   | Діаметр (км)          | Маса (кг)                   | Радіус орбіти навколо спільного центру мас (км) | Період обертання (д)    |
| ------ | --------------------- | --------------------------- | ----------------------------------------------- | ----------------------- |
| Плутон | 2374 (68 % місячного) | 1,30 × 1022 (18 % місячної) | 2127 (0,6 % місячного)                          | 6,3872 (23 % місячного) |
| Харон  | 1212 (35 % місячного) | 1,59 × 1021 (2 % місячної)  | 17 469 (5 % місячного)                          | 6,3872 (23 % місячного) |

### Гідра та Нікта
Ці супутники були знайдені разом на знімках космічного телескопа «Габбл», зроблених 15 та 18 травня 2005, й отримали тимчасові позначення S/2005 P 1 і S/2005 P 2. 21 червня 2006 року МАС офіційно назвав їх Гідра (або Плутон III) і Нікта (Плутон II) відповідно. Обертаються вони вдвічі-втричі далі за Харон: радіус орбіти Нікти — 49 тис. км, а Гідри — 65 тис. км. Вони перебувають в орбітальному резонансі: за час трьох обертів Нікти Гідра робить два.
Розмір Гідри — 43×33 км, а Нікти — 54×41×36 км. Їх маса точно не відома; груба оцінка — 0,003 % маси Харона (0,0003 % маси Плутона) в кожної. На їх поверхні видно кратери. На різних ділянках помітно відрізняється альбедо, а у Нікти — й колір: там виявлено темну червонувату область, що оточує великий кратер.

### Кербер і Стікс
У червні 2011 року за допомогою телескопа «Габбл» у Плутона виявили ще один супутник. Спершу він отримав позначення S/2011 (134340) 1, S/2011 P 1 та Р4, а в липні 2013 — назву Кербер. Його розмір, як виявилося згодом, становить близько 12 × 4,5 км, а радіус орбіти — 58 тисяч км.
У липні 2012 року тим же інструментом було відкрито п'ятий супутник Плутона. Його тимчасовим позначенням стало S/2012 (134340) 1 або Р5, а в липні 2013 року йому дали назву Стікс. Розмір цього супутника — 7 × 5 км, а радіус орбіти — 42 тисячі км.

## Пояс Койпера

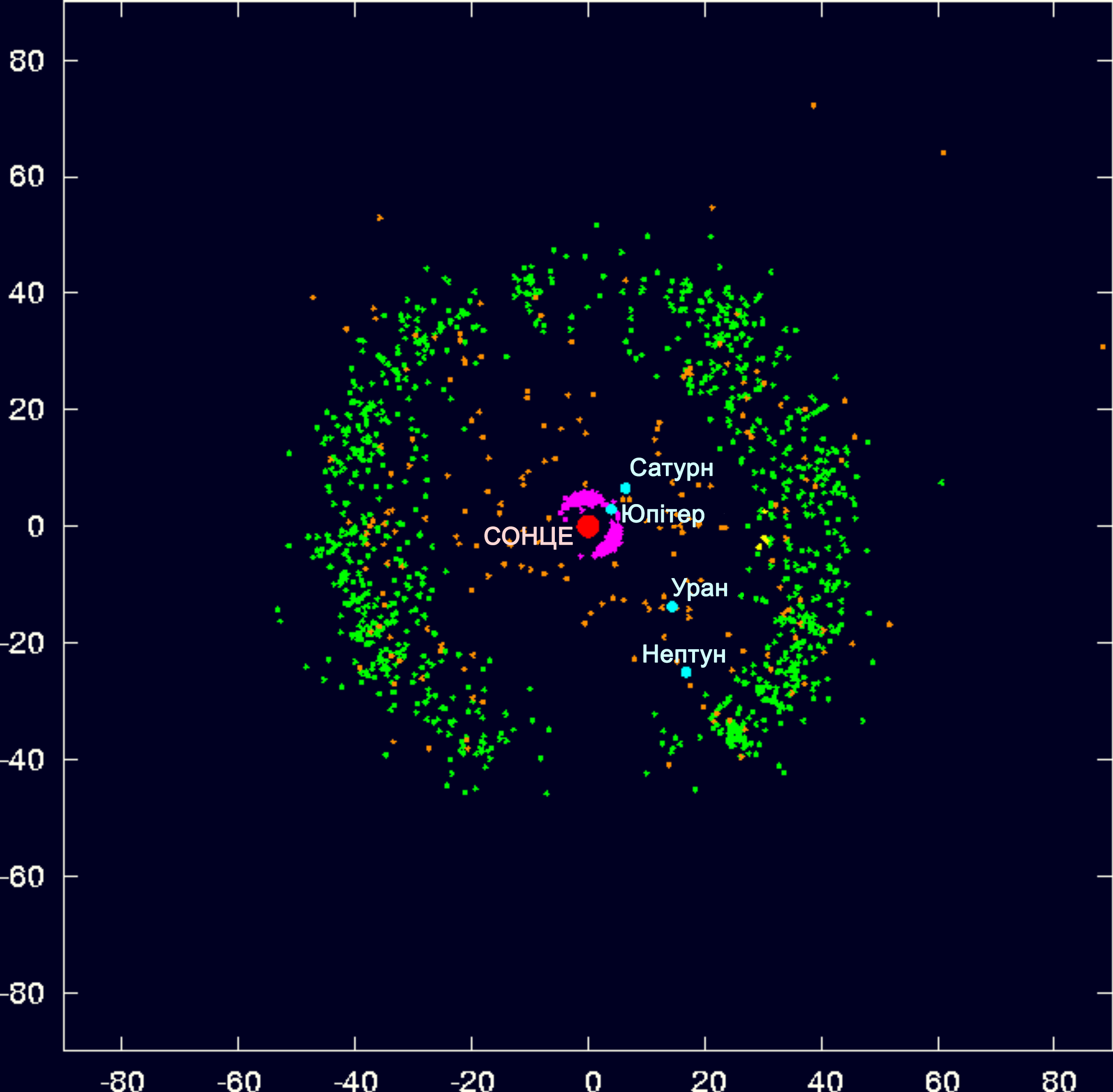
Розташування відомих об'єктів зовнішньої частини Сонячної системи станом на 2000 рік. Об'єкти поясу Койпера показано зеленим, планети-гіганти — блакитним; по осях — астрономічні одиниці. «Розрив» поясу Койпера внизу та вгорі вдаваний і виникає через важкість виявлення об'єктів поясу на фоні Чумацького Шляху.

Плутон значно відрізняється від планет орбітою, розмірами, а як виявилося пізніше — і складом. Тому його походження та місце в класифікації тіл Сонячної системи довго були загадкою. Спочатку його малий розмір та своєрідна орбіта привели кількох астрономів до припущення, що це колишній супутник Нептуна, який залишив його через зближення з Тритоном, близьке проходження якоїсь зорі чи планети або зменшення маси Нептуна через втрату газів. Згодом виявилося, що це з кількох причин нереалістично (зокрема, у такому випадку Плутон не зміг би вийти на сучасну орбіту).
Починаючи з 1992 року, астрономи стали відкривати за орбітою Нептуна все нові й нові об'єкти, що подібні до Плутона не лише орбітою, але й розміром та складом. Ця ділянка Сонячної системи отримала назву «пояс Койпера». Станом на кінець 2014 року там відомо понад 1600 тіл розміром 100—2000 км. Це вказує на те, що Плутон — не унікальний за походженням об'єкт, а один із представників цього поясу, хоча й найбільший. Звідти ж, імовірно, походить і ще більший Тритон. За однією з версій, це залишки великої колись групи «льодяних карликів», що існували на околицях Сонячної системи під час акреції Урана та Нептуна. Згодом планети-гіганти пересунулися далі від Сонця, і збурення від них викинули цих карликів до хмари Оорта або взагалі за межі Сонячної системи. Плутон уникнув цього завдяки потраплянню в резонанс із Нептуном, що стабілізував його орбіту, а Тритон — завдяки захопленню Нептуном.
Чимало об'єктів пояса, як і Плутон, мають орбітальний резонанс 2:3 з Нептуном. Їх називають «плутино». Ерида, яка майже дорівнює за розмірами Плутону, не вважається об'єктом пояса; її відносять до розсіяного диска.

## Дослідження Плутона АМС

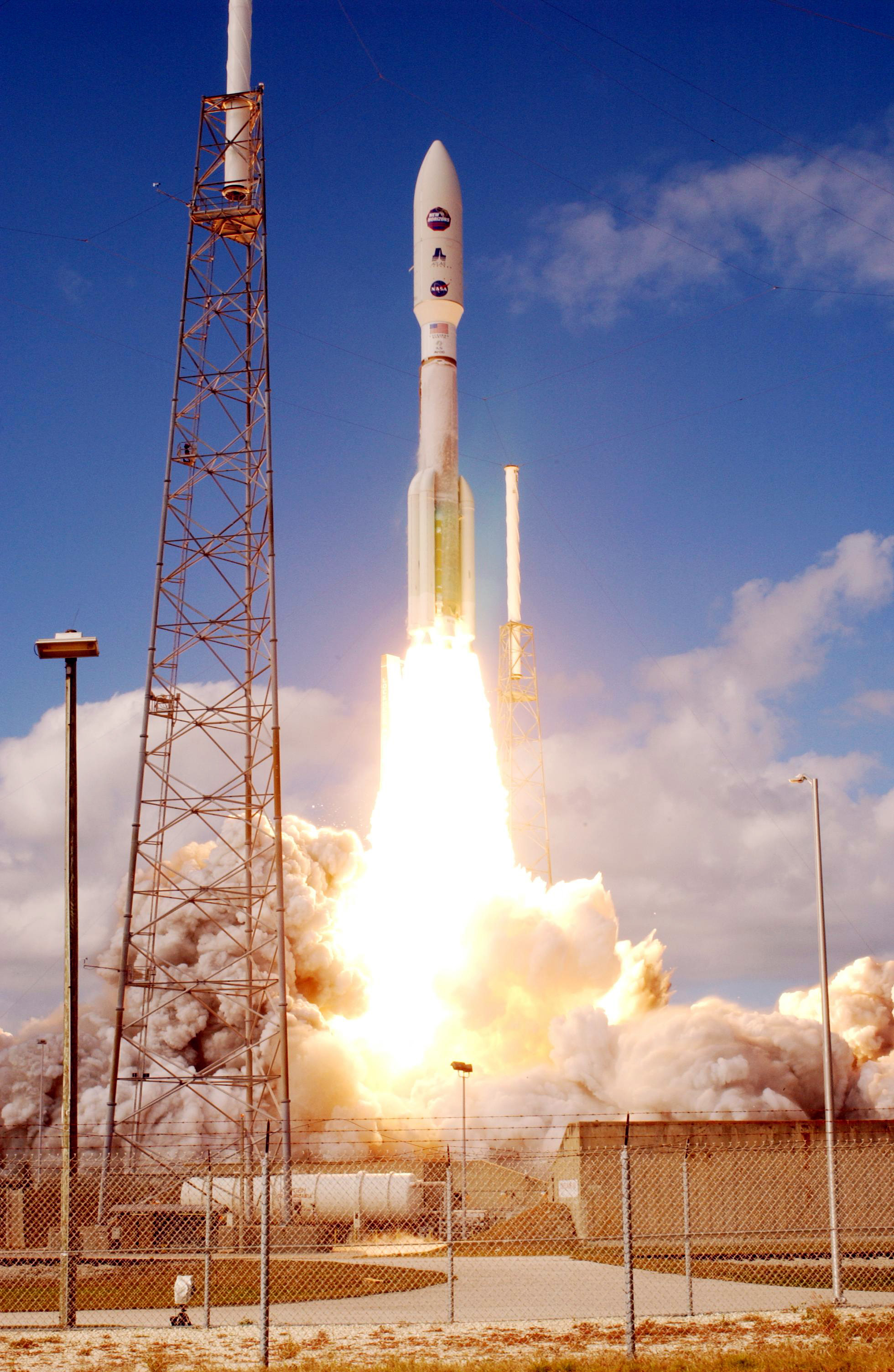
New Horizons, запуск 19 січня 2006 року.

Віддаленість Плутона і його невелика маса роблять його дослідження за допомогою космічних апаратів важкими. Його міг би відвідати «Вояджер-1», але перевагу було надано прольоту поблизу супутника Сатурна — Титана, і траєкторія польоту виявилася несумісною з прольотом поблизу Плутона. У «Вояджера-2» взагалі не було можливості наблизитися до Плутона. Ніяких серйозних спроб дослідити Плутон не робилося аж до останнього десятиріччя XX століття. У серпні 1992 року науковець Лабораторії реактивного руху Роберт Стеле зателефонував першовідкривачу Плутона Клайду Томбо з проханням надати дозвіл на відвідання його планети. Пізніше Томбо згадував: «Я сказав йому: ласкаво просимо, але це буде довга й холодна подорож». Попри отриманий імпульс, НАСА скасувало в 2000 році місію до Плутона і поясу Койпера «Pluto Kuiper Express», посилаючись на збільшення витрат і затримки з ракетою-носієм.
Після інтенсивних політичних дебатів місію до Плутона було переглянуто, і 2003 року під назвою New Horizons вона отримала фінансування американського уряду. Апарат було успішно запущено 19 січня 2006 року. Керівник цієї місії Алан Стерн підтвердив чутки, що в нього покладено частину попелу від кремації померлого 1997 року Клайда Томбо. На початку 2007 апарат зробив гравітаційний маневр поблизу Юпітера, що надало йому додаткового прискорення. Найтісніше наближення апарата до Плутона відбулося 14 липня 2015. Спостереження Плутона почались за 5 місяців до того й тривали ще протягом місяця після зближення. Передача цих даних була завершена 25 жовтня 2016 року. Дослідивши систему Плутона, апарат полетів далі в пояс Койпера, до об'єкта 2014 MU69.
Апарат «New Horizons» зробив перше фото Плутона ще наприкінці вересня 2006 року, з метою перевірки камери LORRI (Long Range Reconnaissance Imager). Зображення, отримані з відстані приблизно в 4,2 млрд км, підтвердили здатність апарата відстежувати віддалені цілі, що важливо для маневрування на шляху до Плутона та інших об'єктів у поясі Койпера.
На борту апарата є багато різноманітної наукової апаратури, призначеної для знімання Плутона і Харона, їх спектрометричного дослідження, а також отримання даних про міжпланетний пил та частки високої енергії. Це дозволило, зокрема, побудувати карти Плутона й Харона, дослідити їх геологічну будову та проаналізувати атмосферу Плутона.
Після відкриття Нікти і Гідри висловлювалися побоювання щодо непередбачених проблем при польоті New Horizons. Уламки від ударів у ці супутники метеоритів могли б створити навколо Плутона кільце пилу. Якби апарат потрапив у таке кільце, він міг би отримати серйозні ушкодження. Однак цього не сталося, і жодних ознак наявності кілець виявлено не було. Не знайшлося й нових супутників (що стало несподіванкою з огляду на значно кращі можливості, ніж у телескопа «Габбл»).

Хронологія подій КА New Horizons

14 липня 2015 року New Horizons пролетів повз Плутон на відстані 12,5 тисяч км від поверхні. Він передав багато різноманітних даних про нього та його супутники, зокрема, перші детальні знімки. Було сфотографовано всю поверхню Плутона, крім широт нижче –30°, де була полярна ніч. Роздільна здатність знімків різних ділянок дуже різна; найвища вона для протилежної до Харона півкулі (навколо довготи 180°), що була обернена до апарата під час найтіснішого зближення. Найкраща детальність — 77—85 метрів на піксель — отримана для смуги поверхні шириною близько 80 км (див. зображення). За фотографіями було виміряно розмір Плутона та його супутників, які раніше були відомі зі значною похибкою. Спектральні дослідження показали розподіл різних речовин на поверхні Плутона, а «просвічування» радіохвилями його атмосфери вперше дозволило дослідити її нижні шари.

## Статус
Міжнародний астрономічний союз надав Плутону статус планети в травні 1930 (тоді передбачалося, що Плутон порівнянний із Землею). Однак починаючи з 1992 року, коли був відкритий перший об'єкт поясу Койпера (15760) 1992 QB1 (15760 Альбіон), цей статус викликав сумніви. Відкриття за орбітою Нептуна інших тіл лише посилили дебати. 24 серпня 2006 року Плутон перенесли до категорії карликових планет.

### Плутон як планета
На платівках, що вирушили з зондами «Піонер-10» і «Піонер-11» на початку 1970-х, Плутон ще згадується як планета Сонячної системи. Ці пластинки з анодованого алюмінію, надіслані з апаратами в далекий космос із надією, що їх виявлять представниками позаземних цивілізацій, мають надати їм уявлення про дев'ять планет Сонячної системи. Апарати, що вирушили з подібним посланням у тих же 1970-х — «Вояджер-1» і «Вояджер-2» — також несли з собою інформацію про Плутон як про дев'яту планету Сонячної системи.
1943 року Гленн Сіборг назвав нещодавно відкритий ним хімічний елемент плутонієм на честь Плутона, відповідно до традиції називати відкриті елементи назвами планет: уран на честь Урана, нептуній на честь Нептуна, церій на честь малої планети Церери і паладій на честь малої планети Паллада.

### Дебати 2000-х років
2002 року за орбітою Нептуна був відкритий Квавар, діаметр якого, за сучасними даними, становить близько 1110 км, а
2004 року — Седна з діаметром близько 1000 км. Таким чином, вони порівнянні за розміром із Плутоном (2374 км). Так само як Церера втратила статус планети після відкриття інших астероїдів, так і статус Плутона потребував перегляду з огляду відкриття інших подібних до нього об'єктів.
29 липня 2005 року було оголошено про відкриття Ериди. Вона виявилася наймасивнішим відомим транснептуновим тілом, а спочатку вважалася й найбільшим. Першовідкривачі Ериди й преса спочатку називали її десятою планетою, хоча консенсусу з цього питання не було. Деякі астрономи не тільки з цим не погоджувались, а й вважали відкриття Ериди сильним аргументом на користь позбавлення Плутона статусу планети. Однак у Плутона залишалися ще дві характерні для планет ознаки: наявність великого супутника та атмосфери. Але, найімовірніше, і це не робить його унікальним серед транснептунових об'єктів: супутники відомі й у кількох інших, у тому числі Ериди, а її спектральний аналіз вказує на схожий з Плутоном склад поверхні, що робить імовірною наявність схожої атмосфери. Директори музеїв і планетаріїв, починаючи з відкриття об'єктів у поясі Койпера, іноді створювали суперечливі ситуації, виключаючи Плутон з-поміж планет. Наприклад, у планетарії Хейдена при Американському музеї природознавства після реконструкції 2000 року Сонячна система була зображена в складі восьми планет. Ці розбіжності були широко висвітлені в пресі.

### Рішення МАС перекласифікувати Плутон
Вирішальна стадія дебатів щодо статусу Плутона настала 2006 року. На затвердження Генеральної асамблеї МАС було подано формальне визначення терміна «планета». Планетами пропонувалося вважати тіла, які мають досить велику масу, щоб під дією власної гравітації набути кулястої форми, та обертаються навколо Сонця. Другу частину визначення було додано, щоб статусу планет не отримали великі супутники (такі як Місяць). Відповідно до поданої пропозиції кількість планет у Сонячній системі мала б збільшитися до дванадцяти. Однак таку пропозицію підтримало менше чверті делегатів.
Після жвавої кількаденної дискусії було запропоновано альтернативні варіанти визначення. Нарешті 24 серпня 2006 року було ухвалено рішення, за яким планета Сонячної системи має відповідати трьом умовам:
1. Вона має обертатися навколо Сонця.
2. Вона має бути досить масивною, щоб під дією своїх гравітаційних сил набути гідростатично рівноважної кулястої форми.
3. Вона має розчистити околиці своєї орбіти (тобто бути гравітаційною домінантою й поряд із нею не має бути інших тіл порівнянного розміру, крім супутників, які перебувають під її гравітаційним впливом)[150][127].

Плутон не відповідає третій умові, бо його маса становить лише 7 % від маси всіх об'єктів поясу Койпера. Для порівняння, маса Землі в 1,7 млн разів більша за масу всіх інших тіл поблизу. Для таких об'єктів (які доволі масивні, але не домінують на своїх орбітах) було запроваджено нове поняття карликової планети.
7 вересня 2006 року МАС включив Плутон до каталогу малих планет, надавши йому номер 134340. Якби Плутон отримав статус малої планети відразу після відкриття, то його номер був би серед перших тисяч. Мала планета Кобольда, яку було виявлено 19 березня 1930 року (через місяць після відкриття Плутона), отримала номер 1164, і саме цей номер міг би отримати Плутон. Водночас МАС вирішив підкреслити особливий статус Плутона й визначив його прототипом нової категорії транснептунових об'єктів. 2008 року вони отримали назву плутоїдів. До плутоїдів віднесли карликові планети Плутон і Ериду, а пізніше — Макемаке й Гаумеа. Карликова планета Церера плутоїдом не є.
Серед астрономічної спільноти спостерігався деякий опір перекласифікації Плутона.
Алан Стерн — відповідальний дослідник місії НАСА New Horizons — публічно висміяв рішення МАС, заявивши, що визначення нікуди не годиться і йому не відповідають навіть Земля, Марс, Юпітер і Нептун, бо вони розділяють свої орбіти з астероїдами. Він також сказав, що оскільки проголосувало менш як 5 % астрономів, рішення не можна вважати думкою всієї астрономічної спільноти. Кілька інших зауважень висловив Марк Буї з Ловеллівської обсерваторії, який теж не погодився з новим визначенням планети. Але Майкл Браун — астроном, який відкрив Ериду, — підтримав рішення МАС. Він сказав: «Попри цю більше схожу на цирк божевільну процедуру, ми, так чи інакше, натрапили на відповідь. Це зажадало чимало часу. Зрештою наука самокоригується, навіть якщо в обговоренні були сильні емоції».
Широка публіка по-різному сприйняла втрату Плутоном статусу планети. Більшість людей сприйняли це рішення спокійно, деякі ж клопотали перед МАС в онлайн-режимі, намагаючись переконати астрономів його переглянути. До законодавчих зборів штату Каліфорнія було внесено проєкт постанови про засудження рішення МАС, де воно називалося науковою єрессю. Законодавчі збори штатів Іллінойс та Нью-Мексико (в першому народився, а в другому довго працював Клайд Томбо), постановили, що в цих штатах Плутон завжди буде вважатися планетою. Чимало людей не прийняли рішення МАС з сентиментальних причин, бо вони все життя знали Плутон як планету й продовжують так вважати незалежно від рішень МАС. Опитування серед американців свідчать про те, що багато хто з них налаштований проти рішення також і тому, що Плутон до позбавлення статусу був єдиною планетою, відкритою американцем.

## Цікаві факти
- 13 березня 2007 року законодавчі збори штату Нью-Мексико одноголосно ухвалили, що на честь Клайда Томбо (він багато років жив і працював у цьому штаті) Плутон там завжди буде вважатися планетою[162][165]. Через два роки подібне рішення прийняв сенат штату Іллінойс[161][166]. 2006 року проєкт аналогічної постанови було внесено й до законодавчих зборів Каліфорнії[159].
- Американське діалектологічне товариство визнало дієслово «to pluto» («оплутонити») новим словом 2006 року. Воно означає «пониження в званні або цінності кого-небудь або чого-небудь, як це сталося з тепер вже колишньою планетою Плутон»[167]
- З плином часу Сонце поступово витрачає запаси свого термоядерного палива, і це призведе до того, що через 1,1 млрд років воно буде сяяти на 11 % яскравіше, ніж зараз. Жила зона Сонячної системи до того часу зсунеться за межі сучасної земної орбіти, досягнувши Марса, Юпітера, а потім Сатурна. Через 7,6—7,8 мільярда років ядро Сонця розігріється настільки, що в оболонці навколо нього почнеться горіння водню[168]. Це призведе до різкого розширення зовнішніх оболонок Сонця й воно стане червоним гігантом. Можливо, що в ті часи на Плутоні та інших об'єктах пояса Койпера існуватимуть умови, придатні для розвитку життя[169]. Плутон зможе підтримувати ці умови протягом десятків мільйонів років, доти, доки Сонце не стане білим карликом і остаточно згасне[169].
- У серпні 2113 Плутон вперше від його відкриття досягне афелію.
- 2178 — Плутон вперше від його відкриття завершить повний оберт навколо Сонця.

## Плутон у культурі
- Від назви Плутона походить назва хімічного елементу плутонію[170].
- За однією з версій, пес Плуто з диснеївських мультфільмів, який з'явився на екранах через півроку після відкриття Плутона, теж названий на його честь[171][44].

### Філателія
Плутону та його відкриттю присвячено кілька поштових марок різних країн, а також поштовий блок.
- До 50-річчя відкриття Плутона, 1980 року, було випущено марку Коморських островів. Крім пам'ятного напису, на ній зображено планету, Кеплера та Коперника.
- 10 березня 1982 року відбувся «парад планет» — всі дев'ять планет були по один бік від Сонця. Цій події було присвячено кілька поштових випусків: 1981 року Румунія випустила серію поштових марок, присвячених параду планет, на кожній марці — напис румунською мовою «1982 ALINIERIA PLANETELOR» («Парад планет 1982»), на одній з марок серії представлені Нептун і Плутон; як дев'ята планета Сонячної системи, Плутон, поряд з іншими вісьмома планетами й Сонцем зображений на марці КНР 1982 року, вказана дата параду планет.
- 1991 року в США була випущена серія марок, присвячених дослідженню планет Сонячної системи й Місяця, одна з марок була присвячена Плутону, на ній — зображення Плутона й підпис англійською мовою: «PLUTO NOT YET EXPLORED» («Плутон ще не досліджений»).
- Напередодні XXI століття, 1999 року, республікою Чад випущено поштовий блок із серії «Міленіум», присвячений відкриттю Плутона, марка в блоці — з написом французькою мовою «1930 — Découverte de la planète Pluton» («1930 — відкриття планети Плутон»), вона була також випущена в малому аркуші з вісьмома іншими марками, присвяченими періоду 1925—1949 рр.